# FIA殿堂
FIA殿堂（エフアイエーでんどう、英: FIA Hall of Fame）は、国際自動車連盟（FIA）が自動車関係者を対象に行なっている表彰の一つ。2005年創設。FIA栄誉殿堂と表記されることもある。

## 概要
当初はFIAが自動車業界に顕著な貢献をした者に対して行う表彰だったが、2017年12月4日に自動車レースを走るレーシングドライバーを対象に加えることを発表した。2017年には同時点でのフォーミュラ1（F1）のドライバーズチャンピオン経験者（33名）が表彰されたほか、2019年2月には世界ラリー選手権（WRC）のドライバーズチャンピオン経験者（17名、コ・ドライバーは含まない）が、同年12月には旧スポーツカー世界選手権（SWC）やFIA 世界耐久選手権（WEC）のチャンピオン、ル・マン24時間レースの優勝経験者ら（計29名）が殿堂入りしている。
異なる資格で複数回殿堂入りとなるケースも有り、実際にフェルナンド・アロンソは、2017年にF1のドライバーズチャンピオン経験者として、2019年にWECのチャンピオン及びル・マン勝者として、都合2回殿堂入りしている。
日本人としては、WEC王者及びル・マン勝者としての立場で、2019年に中嶋一貴が殿堂入りしている。

## 主な表彰者

### SWC/WEC
- ボブ・ギャレットソン（1981）
- ジャッキー・イクス（1982、1983）
- ステファン・ベロフ（1984）
- デレック・ベル（1985、1986）
- ハンス＝ヨアヒム・スタック（1985）
- ラウル・ボーセル（1987）
- マーティン・ブランドル（1988）
- ジャン＝ルイ・シュレッサー（1989、1990）
- マウロ・バルディ（1990）
- テオ・ファビ（1991）
- ヤニック・ダルマス（1992）
- デレック・ワーウィック（1992）

- アンドレ・ロッテラー（2012）
- マルセル・フェスラー（2012）
- ブノワ・トレルイエ（2012）
- アラン・マクニッシュ（2013）
- ロイック・デュバル（2013）
- トム・クリステンセン（2013）
- アンソニー・デビッドソン（2014）
- セバスチャン・ブエミ（2014、2018-19）
- ブレンドン・ハートレイ（2015、2017）
- マーク・ウェーバー（2015）
- ティモ・ベルンハルト（2015、2017）
- マーク・リープ（2016）
- ニール・ジャニ（2016）
- ロマン・デュマ（2016）
- アール・バンバー（2017）
- 中嶋一貴（2018-19）
- フェルナンド・アロンソ（2018-19）